# Blankenberge (single)
Blankenberge is een Nederlandstalige single van de Belgische artiest Hugo Matthysen uit 1990. De single bevatte naast de titelsong het liedje De Boekhouderwals. Het liedje verscheen op het album Dankuwel!.
In het nummer spreekt/rapt Hugo Matthysen op een hardrock-begeleiding over een vakantie in de gelijknamige stad aan de West-Vlaamse kust. Hij vertelt hoe hij er als tiener met zijn vriendin drie weken bleef. Het lied behandelt verscheidene clichés over de stad. Het stadsbestuur van Blankenberge was en is weinig ingenomen met het nummer; burgemeester Patrick De Klerck meende in 2012 dat het had bijgedragen aan het slechte imago van de badplaats. Matthysen zelf ontkende dat hij negatieve bedoelingen met het lied had gehad, en wees op regels als Wonderschone stad en Parel aan de kust.

## Meewerkende artiesten
- Producer
  - Jean Blaute
- Mix / Opname
  - Werner Pensaert
- Muzikanten
  - Hugo Matthysen (gitaar, zang)
  - Jean Blaute (gitaar)
  - Evert Verhees (basgitaar)
  - Walter Mets (drums)
  - Jean-Marie Aerts (gitaar)